# Maikäfer flieg

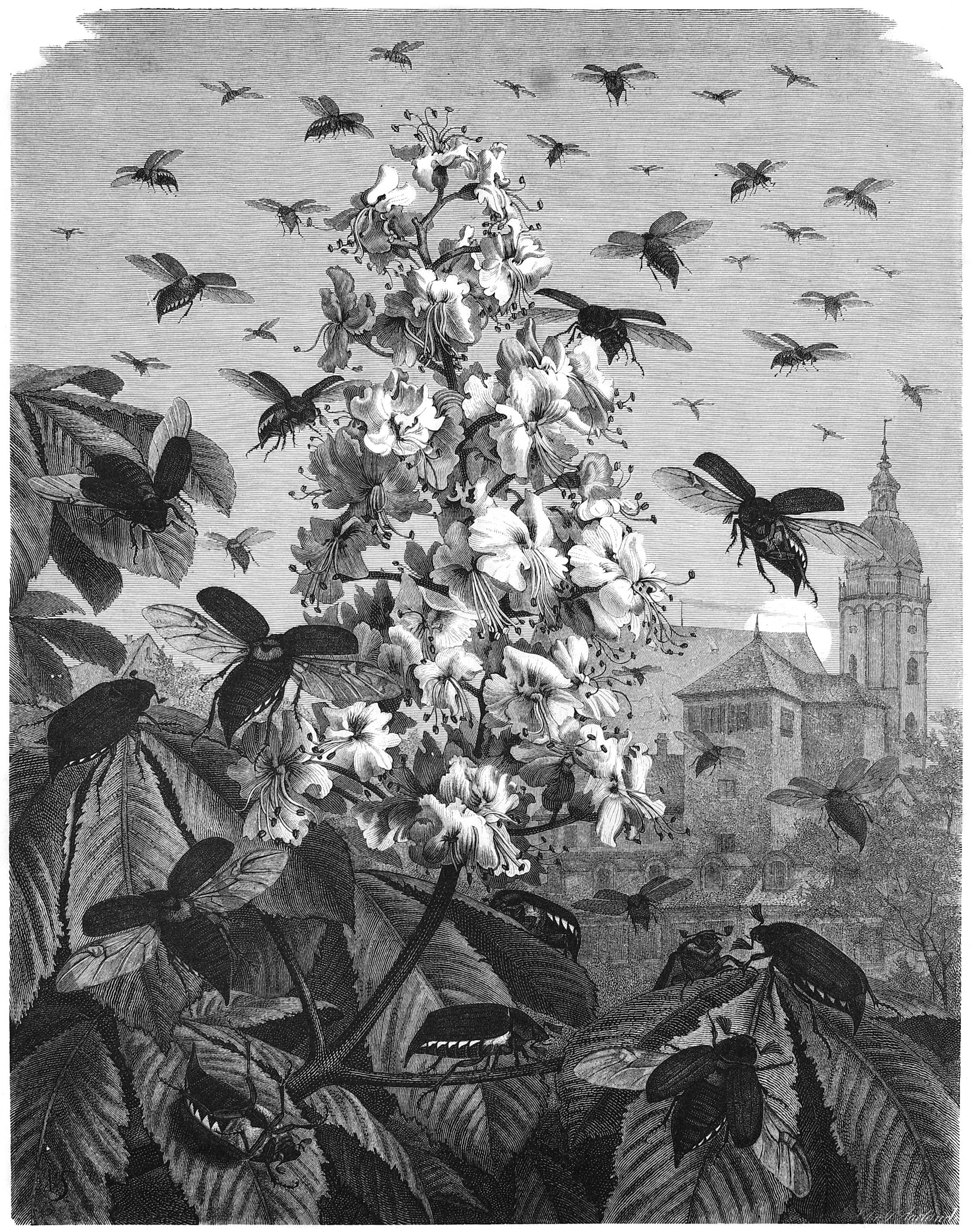
„Maikäfer, flieg!“ Zeichnung von Emil Schmidt, Gartenlaube 1879

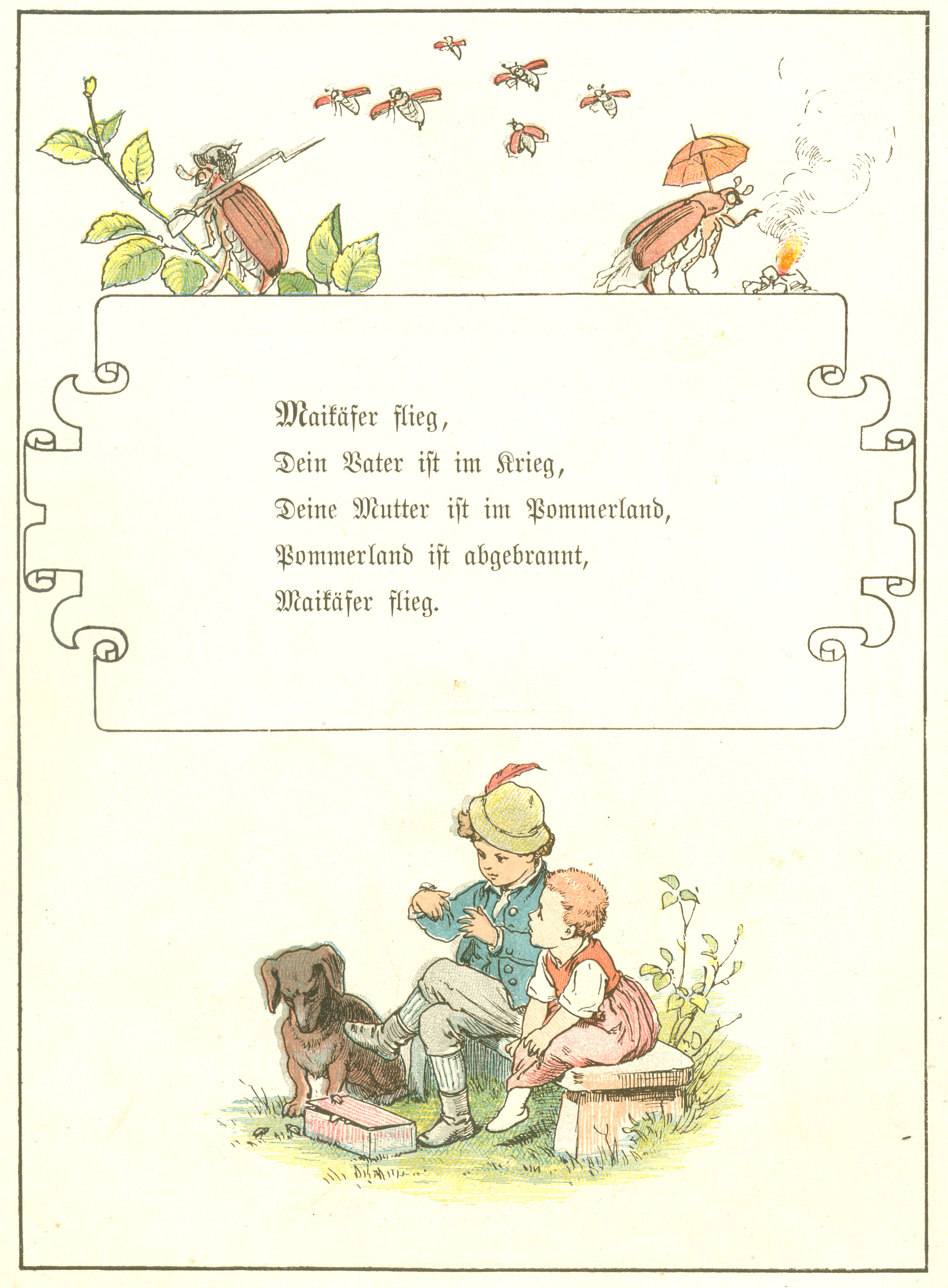
Illustration durch Paul Thumann, 1881

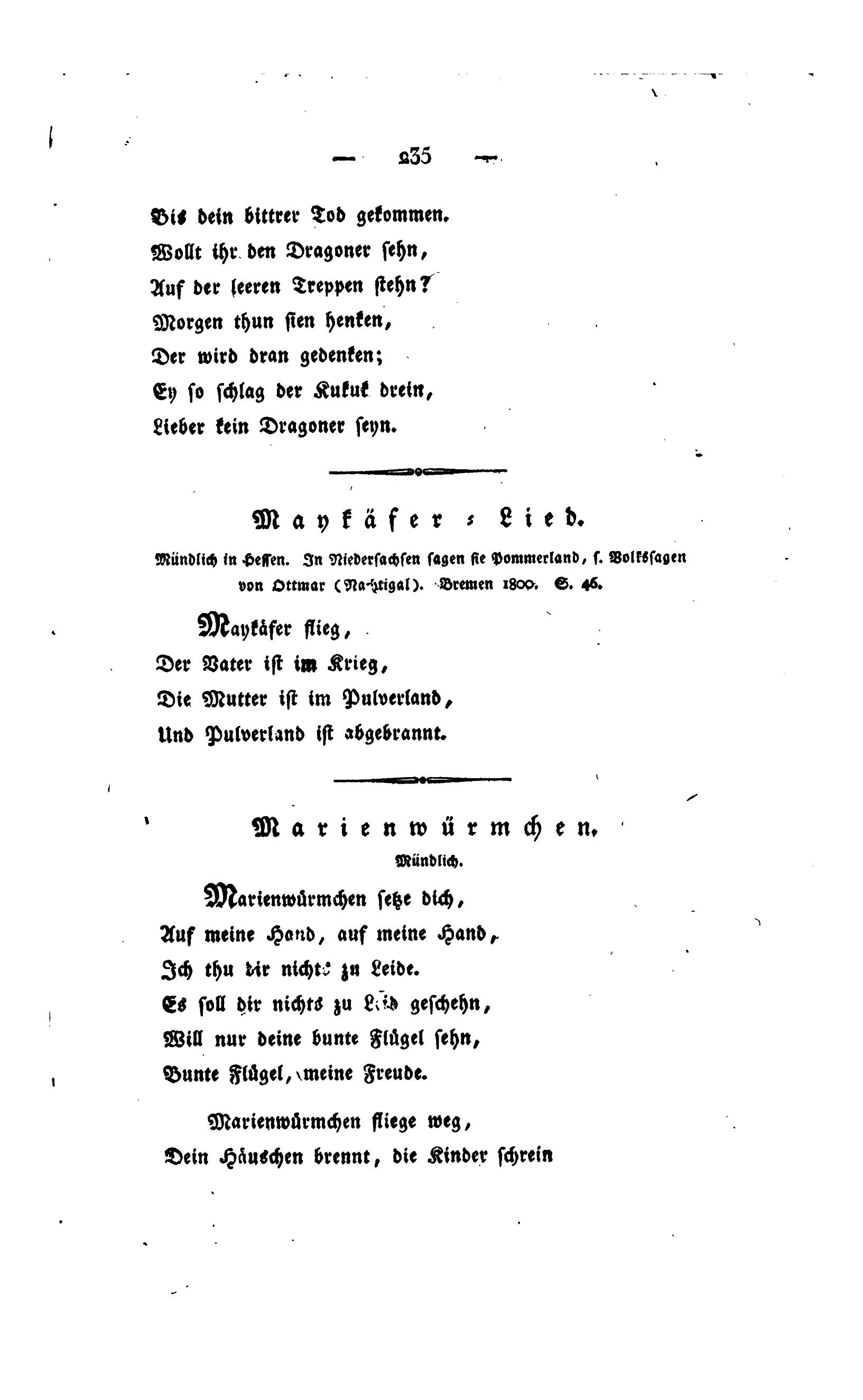
Des Knaben Wunderhorn, Seite 235

Maikäfer flieg ist ein bekanntes deutschsprachiges Volks- und Kinderlied, das eine schwere Notlage in Kriegszeiten zum Thema hat. Sein genauer zeitlicher und örtlicher Ursprung ist umstritten.

## Textversionen
Im damaligen Niedersächsischen Reichskreis lautete der Text gemäß den Volks-Sagen von Otmar (1800):
Maykäfer, flieg!

Der Vater ist im Krieg.

Die Mutter ist im Pommerland.

Und Pommerland ist abgebrandt.
In Hessen lautete der Text in Des Knaben Wunderhorn (1806):
Maykäfer flieg,

Der Vater ist im Krieg,

Die Mutter ist im Pulverland,

Und Pulverland ist abgebrannt.
In Thüringen existierte eine Variante, die allerdings eine andere Melodie hatte:
Marienkäfer fliege

dein Vater ist im Kriege

deine Mutter ist in Engelland

Engelland ist abgebrannt
In der deutschsprachigen Schweiz kursiert eine Mundartübersetzung.
Aus der Zeit nach der Revolution von 1848/49 sind mehrere Varianten des Liedes überliefert, die eine Verbindung mit dem Revolutionsführer Friedrich Hecker herstellen.
Der Maiakäfer fliegt,

Der Häcker ist em Kriag,

Der Häcker ist em Oberland,

Der Häcker ist em Unterland.

     Warmbronn, OA Leonberg, Württemberg
Kåəferlə, Kåəferlə fliag!

Dər Heckər išt im Kriag,

Dər Struve išt im Obərland.

Und macht d’Republik bəkannt.

  Ulm
Maikäfer flieg!

Der Hecker ist im Krieg,

Der Struve ist im Oberland,

Macht die Republik bekannt.

  Forst, Bayr. Pfalz
Kiéwerlénk fléi,

Deng Mamm déi ass am Klé,

Déi Papp as an der Frûcht,

Kiéwerlénk fléi an d'Lûcht.

     (18. Jahrhundert aus Luxemburger Volksliedsammlung)

## Entstehungsgeschichte
Oft wird der Entstehungsprozess des heute bekannten Liedtextes auf die Zeit des Dreißigjährigen Krieges datiert, so etwa durch den Lyrikforscher Heinz Schlaffer, der dies – neben dem Inhalt – mit der nur bis etwa 1650 populären und danach kaum noch verwendeten Versform begründet. Ähnlich sieht es der Kunsttheoretiker Bazon Brock, der die Wendung Pommerland ist abgebrannt auf die schwedische Besetzung des Landes während dieser Zeit bezieht, die – wenngleich weniger durch unmittelbare Kriegshandlungen – überaus hart für die Zivilbevölkerung gewesen sei. Auch der Liedforscher Eberhard Nehlsen (geb. 1953) schließt sich dieser Auffassung an, nicht zuletzt mit Verweis auf ein nachweislich aus dem Dreißigjährigen Krieg stammendes Volkslied mit nahezu gleichem Versmaß, das sich auf die von der schwedischen Soldateska verübten Grausamkeiten bezieht:
Bet, Kind, bet!

Morgen kommt der Schwed.

Morgen kommt der Oxenstern,

Der wird dich das Beten lehrn.

Bet, Kind, bet!
Von diesem Lied sind auch andere Varianten überliefert, die sich indes nur minimal von der angegebenen unterscheiden. Nehlsen vertritt in diesem Zusammenhang die Auffassung, dass dieses und das Maikäfer-Lied zusammengehören, wobei sich entweder das Letztere aus dem Schweden-Lied  entwickelt hat oder aber beide von vornherein zwei Strophen ein und desselben Liedes waren.
Der Historiker Hans Medick wendet dagegen ein, das im Text entworfene Bild des ausziehenden Vaters als Soldat und der am Heimatort verbleibenden Familie habe zu dieser Zeit jedenfalls nicht der gängigen Tradition entsprochen; vielmehr seien Angehörige in der Regel mit ihrem gesamten Hausstand in Trossen hinter den Armeen hergezogen und hätten vagabundierende, mobile Lebensgemeinschaften gebildet. Die größten Verwüstungen und Zerstörungen des Dreißigjährigen Krieges hätten auch eher in Mittel- und Süddeutschland stattgefunden als in Pommern. Ferner sei es üblich gewesen, Volkslieder als so genannte Liedflugschriften in größerer Stückzahl zu drucken und unter der Bevölkerung zu verteilen. Drucke des Liedtextes aus dieser Zeit gibt es jedoch nicht – oder sie haben sich nicht erhalten. Ein möglicher historischer Bezug ergibt sich nach Hans Medick mit dem Siebenjährigen Krieg (1756–1763), der in der Region Pommern deutliche Spuren hinterließ.
Die heute bekannte Melodie des Liedes wurde von Johann Friedrich Reichardt 1781 nach einer Volksweise komponiert und entspricht der des Wiegenliedes Schlaf, Kindlein, schlaf, von dem ein Textfragment seit 1611 (nach anderer Angabe: 1605) überliefert ist. Insofern ist es auch denkbar, dass das Maikäfer-Lied eine Parodie darauf ist.
Die heute bekannte Textversion lässt sich seit etwa 1800 in zahlreichen Varianten in gedruckter Form nachweisen. Sie wird im ersten Band der Liedersammlung Des Knaben Wunderhorn, die 1806/08 von Achim von Arnim und Clemens Brentano erstellt wurde, als Maykäfer-Lied aufgeführt. Auffällig ist die große Anzahl an Parodien, die bereits mit den verschiedenen Fassungen im Wunderhorn vorliegen und bis in die Gegenwart reichen. Sie sind auch ein Beleg für die Popularität des Liedes.

## Inhalt und Deutung
Der Inhalt des Liedes beschreibt vordergründig den damals unter Kindern weit verbreiteten Brauch, Maikäfer einzufangen und wieder fliegen zu lassen. So beschreibt es auch Wilhelm Grimm, der 1808 eine Variante des Liedes, in der allerdings von Marien- statt von Maikäfern die Rede ist, als Beitrag für Des Knaben Wunderhorn aufzeichnete:

„Das schöne, bunt punktierte Marienwürmchen setzen sie [die Kinder] auf die Fingerspitzen und lassen es auf- und abkriechen, bis es fortfliegt. Dabei singen sie:
Marienwürmchen, fliege weg, fliege weg!
dein Häuschen brennt! die Kinder schrein!“

Nach Ansicht Heinz Schlaffers erzählt ein anonymes lyrisches Ich dem Käfer von der Abwesenheit beider Eltern, wobei nicht klar wird, was genau mit ihnen passiert ist. Ob sie zurückkehren, scheint mehr als fraglich. „Die Rolle der Sängerin oder des Sängers stellt man sich wohl am besten als die eines älteren Kindes vor, das ein jüngeres zu trösten sucht, nachdem beide Eltern verschollen sind. Beeindruckend die Trostlosigkeit im Trost – der hier völlig hoffnungslose Mai.“ Aleida Assmann weist auf die tiefe Paradoxie des Liedes hin – hier die liebliche Wiegenlied-Melodie, da das nüchtern erzählte Grauen; der Widerspruch zwischen dem bedrohlichen Text und der lieblichen Melodie verursache beim Hörer eine tiefe Unruhe. Diese Dissonanz von fast schizophrenem Ausmaß könnte ein Grund für die anhaltende Bekanntheit des Liedes sein, das laut Bazon Brock „allumfänglich die historische Erfahrung der Menschen in Deutschland in sich trägt“.
Rätsel gibt insbesondere die Deutung der in den verschiedenen Fassungen wechselnden Ortsbezeichnung auf. Ob mit „Pommerland“, wie es in der heute wohl meistverbreiteten Fassung lautet, tatsächlich die Landschaft Pommern gemeint ist, ist unklar. Zwar wird in der Literatur gelegentlich ein Zusammenhang mit den Verwüstungen Pommerns im Dreißigjährigen Krieg hergestellt. Da Textfassungen mit dem Wortlaut „Pommerland“ aber erst rund 150 Jahre nach Ende des Dreißigjährigen Krieges nachgewiesen sind, bleibt diese Zuschreibung unsicher. Die Variante „Pulverland“ deutet Heinz Rölleke als bitter-scherzhafte Umdeutung: „Land, in dem Krieg herrscht“. Die Variante „Engelland“ bezieht sich nicht notwendig auf England, sondern möglicherweise auf das „Land der Engel“ bzw. Elben. Außerdem findet sich auch die Ortsangabe Holderland. Der Variantenreichtum in dieser Hinsicht kann darauf hindeuten, dass Menschen in den verschiedenen Teilen Deutschlands, denen das Lied zu Ohren kam, es anhand eigener, gleichartiger Erfahrungen auf ihnen bekannte Gegenden ummünzten.
Wilhelm Mannhardt, ein Vertreter der mythologischen Schule der Volkskunde, sammelte in seiner Habilitationsschrift Germanische Mythen: Forschungen (1858) 26 verschiedene Fassungen des Liedes, davon drei in englischer Sprache, aus denen er die These ableitet, dass das im Text erwähnte brennende Häuschen den Weltenbrand der nordisch-germanischen Mythologie bedeutet. Dieser Deutung schlossen sich andere Volkskundler wie Franz Magnus Böhme an. Moderne Volkskundler wie Ingeborg Weber-Kellermann weisen allerdings darauf hin, dass mit derartigen Deutungsversuchen „vorsichtig umzugehen“ sei; Emily Gerstner-Hirzel befindet, dass die mythologische Schule „durch ihr wenig behutsames Vorgehen den Glauben an heidnische Relikte im Kinderreim geradezu in Verruf gebracht“ habe.
Der aus Schivelbein in Pommern stammende Landwirtschaftslehrer und Heimatgeschichtler Arthur Zechlin führte in seinem Beitrag Der Neustettiner Kreis von 1886 den Ursprung des Liedes Maikäfer fliege, … auf die über Jahrhunderte andauernde Furcht der pommerschen Bevölkerung vor den Einfällen der Polen in ihr Land zurück.

## Rezeption
- Der Schriftsteller Hermann Löns zitiert das Lied in der „Pommerland“-Variante in seinem Roman Der Wehrwolf (1910) und stellt es dabei in einen Zusammenhang mit dem oben genannten Schweden-Lied (in der Form: „Bet, Kinder bet! ...“).[26]
- 1973 erschien ein autobiographischer Roman von Christine Nöstlinger mit dem Titel Maikäfer flieg! (Mein Vater, das Kriegsende, Cohn und ich), dessen Titel auf das Lied zurückgeht. Der Roman wurde verfilmt unter dem Titel Maikäfer flieg. Der Film hatte im März 2016 seine Premiere.
- Die Erlanger Fun-Metal-Band J.B.O. verwendete für ihre Enter-Sandman-Parodie Schlaf Kindlein, schlaf Textpassagen aus Maikäfer flieg und textete diese dafür auch teilweise um.[27]
- Maikäfer flieg ist der Titel der deutschen Übersetzung des Buches Witnesses of war: children's lives under the Nazis von Nicholas Stargardt.[28]
- Der Liedtext wurde auch von der Schweizer NDW-Gruppe Grauzone in ihrem Stück mit gleichnamigem Titel Maikäfer flieg verwendet. Erschienen ist dieses Stück auf der 1981 erschienenen Langspielplatte Grauzone.
- In dem Album Deutsche singen bei der Arbeit! erschien 1987 eine Version von Heinz Rudolf Kunze.
- Reinhard Mey veröffentlichte 1994 auf dem Album Immer weiter ein Lied mit dem Titel Maikäfer fliege, das abgesehen vom Titel ein völlig eigenständiges Werk darstellt.
- Des Weiteren hat die deutsche Thrash-Metal-Band Macbeth das Lied auf ihrem Album Gotteskrieger verarbeitet.
- Im Musical Ludwig², das Kindheitserinnerungen des Monarchen Ludwig II. von Bayern thematisiert, findet sich eine abgewandelte Version des Liedes, die den düsteren Grundton des Originals aufgreift und auf Ludwigs Verwandtschaft überträgt.[29][30]
- Theater zum Fürchten brachte 2010 unter diesem Titel ein Stück von Bruno Max im Mödlinger Luftschutzbunker heraus, das sich auf das Lied bezieht und „Zwanzig Märchen aus einer Bombennacht“ erzählt.
- Die Gruppe Die Grenzgänger hat das Stück auf ihrem mit dem Preis der deutschen Schallplattenkritik ausgezeichneten Konzeptalbum Maikäfer flieg! verwendet, das vergessene Volkslieder aus dem Ersten Weltkrieg enthält.[31] Im 40-seitigen Booklet wird die Geschichte von der Maikäferkaserne in Berlin erzählt und den Maikäferplagen, gegen die ganze Schulklassen „zu Felde“ zogen.
- Zwei von drei Deutschen ist das Maikäfer-Lied laut Umfragen des Allensbach-Instituts von 1999 bekannt.[32]